# Ромийи-сюр-Андель (кантон)
Ромийи-сюр-Андель (фр. Romilly-sur-Andelle) — кантон во Франции, находится в регионе Нормандия, департамент Эр. Входит в состав округа Лез-Андели.

## История
Кантон образован в результате реформы 2015 года  путём объединения кантонов Лион-ла-Форе и Флёри-сюр-Андель, а также четырех коммун кантона Жизор.
1 января 2017 года коммуны Гайарбуа-Кресанвиль и Гренвиль объединились в новую коммуну Валь-д'Орже.

## Состав кантона с 1 января 2017 года
В состав кантона входят коммуны (население по данным Национального института статистики за 2018 г.):
- Амфревиль-ле-Шан (450 чел.)
- Баквиль (630 чел.)
- Безю-ла-Форе (325 чел.)
- Бокантен (122 чел.)
- Бофисель-ан-Лион (188 чел.)
- Бур-Бодуэн (701 чел.)
- Бушвильер (81 чел.)
- Валь-д'Орже (990 чел.)
- Вандримар (958 чел.)
- Васкёй (354 чел.)
- Дувиль-сюр-Андель (448 чел.)
- Ле-Тронке (512 чел.)
- Лез-Ог (658 чел.)
- Летгив (206 чел.)
- Лийи (82 чел.)
- Лизор (340 чел.)
- Лион-ла-Форе (717 чел.)
- Лорло (131 чел.)
- Мартаньи (151 чел.)
- Менескевиль (465 чел.)
- Мениль-су-Вьен (106 чел.)
- Менвиль (434 чел.)
- Перьер-сюр-Андель (1 798 чел.)
- Перрюэль (467 чел.)
- Пон-Сен-Пьер (1 143 чел.)
- Радпон (657 чел.)
- Ренвиль (193 чел.)
- Розе-сюр-Льер (522 чел.)
- Ромийи-сюр-Андель (3 277 чел.)
- Туфревиль (352 чел.)
- Увиль-ан-Вексен (234 чел.)
- Флёри-ла-Форе (261 чел.)
- Флёри-сюр-Андель (1 838 чел.)
- Флипу (323 чел.)
- Шарлеваль (1 761 чел.)

## Политика
На президентских выборах 2022 г. жители кантона отдали в 1-м туре Марин Ле Пен 37,3 % голосов против 23,9 % у Эмманюэля Макрона и 14,9 % у Жана-Люка Меланшона; во 2-м туре в кантоне победила Ле Пен, получившая 56,7 % голосов. (2017 год. 1 тур: Марин Ле Пен – 33,6 %, Эмманюэль Макрон – 18,1 %, Жан-Люк Меланшон – 17,4 %, Франсуа Фийон – 17,3 %; 2 тур: Ле Пен – 51,1 %. 2012 год. 1 тур: Николя Саркози и Марин Ле Пен — 25,2 %, Франсуа Олланд — 24,8 %; 2 тур: Олланд — 51,4 %. 2007 год. 1 тур: Саркози — 29,1 %, Сеголен Руаяль — 22,7 %; 2 тур: Саркози — 54,1 %).
С 2015 года кантон в Совете департамента Эр представляют бывший вице-мэр коммуны Флёри-сюр-Андель Франсуаза Кольмар (Françoise Collemare) и мэр коммуны Лион-ла-Форе Тьерри Плувье (Thierry Plouvier) (оба – сначала Республиканцы, затем Разные правые).
|                | Кандидаты                        | Партия                   | Первый тур | Первый тур     | Второй тур | Второй тур |
| Кол-во голосов | Кандидаты                        | Партия                   | % голосов  | Кол-во голосов | % голосов  |            |
| -------------- | -------------------------------- | ------------------------ | ---------- | -------------- | ---------- | ---------- |
|                | Франсуаза Кольмар Тьерри Плувье  | Разные правые            | 2 484      | 45,65          | 3 670      | 71,90      |
|                | Фабьян Делакур Даниэль Курвуазье | Национальное объединение | 1 316      | 24,19          | 1 434      | 28,10      |
|                | Кристиан Кошуа Валери Лавинь     | Разные левые             | 1 165      | 21,41          |            |            |
|                | Мишель Лекилерье Жоко Сопоски    | Коммунистическая партия  | 476        | 8,75           |            |            |

|                | Кандидаты                       | Партия             | Первый тур | Первый тур     | Второй тур | Второй тур |
| Кол-во голосов | Кандидаты                       | Партия             | % голосов  | Кол-во голосов | % голосов  |            |
| -------------- | ------------------------------- | ------------------ | ---------- | -------------- | ---------- | ---------- |
|                | Франсуаза Кольмар Тьерри Плувье | Правый блок        | 2 259      | 27,65          | 4 410      | 58,38      |
|                | Клер Бараск Ален Бертело        | Национальный фронт | 2 760      | 33,78          | 3 144      | 41,62      |
|                | Патрис Адан Доминик Шемен       | Левый блок         | 1 585      | 19,40          |            |            |
|                | Алин Башеле Жан-Клод Реми       | Разные правые      | 863        | 10,56          |            |            |
|                | Мишель Лекилерье Фабьян Неу     | Левый фронт        | 703        | 8,60           |            |            |